# Liste de films tournés dans le département de l'Aube
Un certain nombre d'œuvres cinématographiques et télévisuelles ont été tournés dans le département de l'Aube.
Voici une liste à compléter de films, téléfilms, feuilletons télévisés, films documentaires... tournés dans le département de l'Aube classés par commune et lieu de tournage et date de diffusion.

## A
- Haut – A
- B
- C
- D
- E
- F
- G
- H
- I
- J
- K
- L
- M
- N
- O
- P
- Q
- R
- S
- T
- U
- V
- W
- X
- Y
- Z

## B
- Haut – A
- B
- C
- D
- E
- F
- G
- H
- I
- J
- K
- L
- M
- N
- O
- P
- Q
- R
- S
- T
- U
- V
- W
- X
- Y
- Z

- Bar-sur-Aube
  - 1981 : Un étrange voyage d'Alain Cavalier (gare de Bar-sur-Aube, Le Chalet aujourd'hui détruit)

- Bar-sur-Seine
  - 2001 : La Grande Vie ! de Philippe Dajoux

## C
- Haut – A
- B
- C
- D
- E
- F
- G
- H
- I
- J
- K
- L
- M
- N
- O
- P
- Q
- R
- S
- T
- U
- V
- W
- X
- Y
- Z

- Chaource

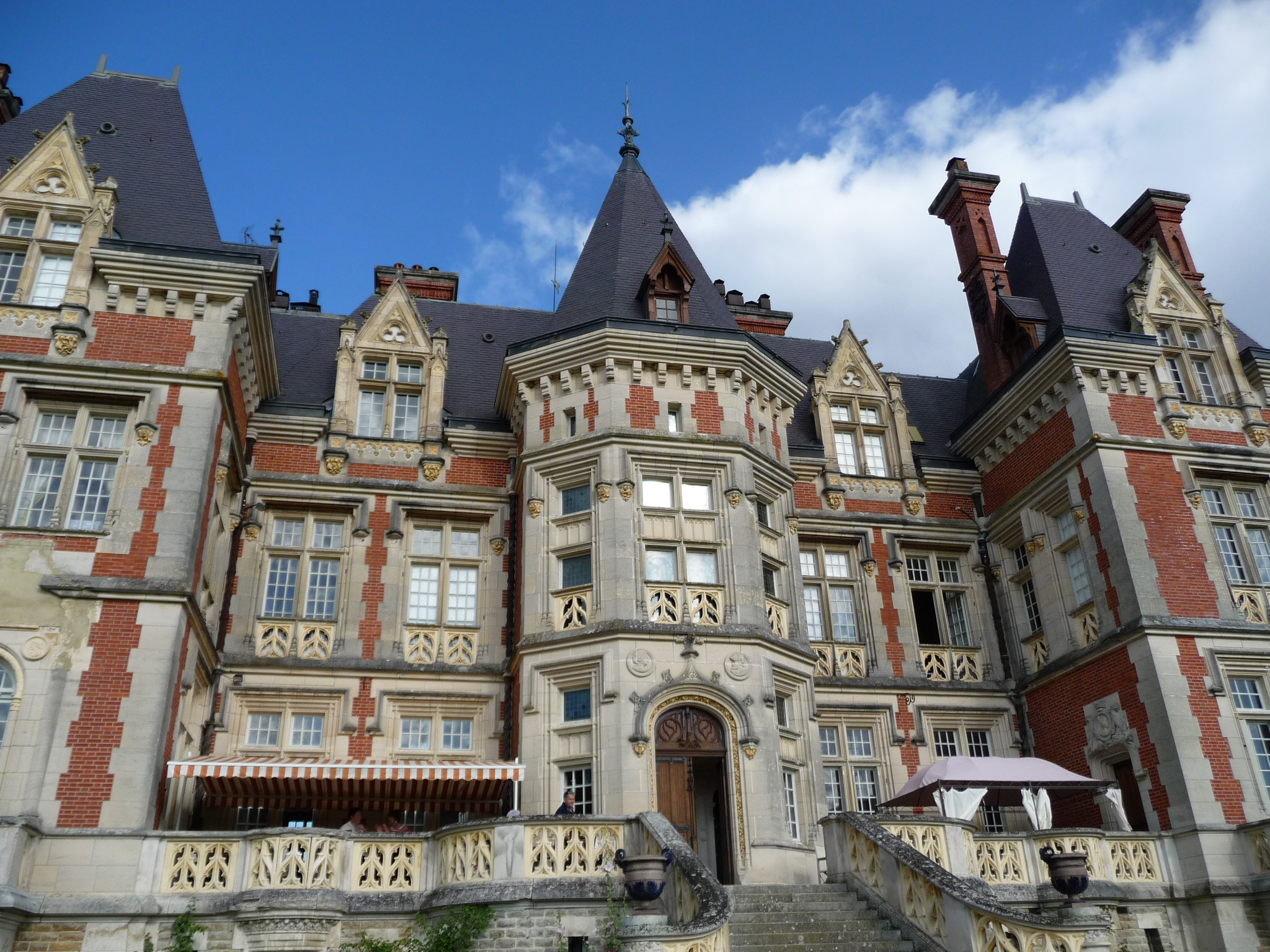
Le Château de la Cordelière à Chaource

  - 2018 : Flash drive d'Arnaud Toussaint (Château de la Cordelière)
  - 2023 : Les Trois Mousquetaires : D'Artagnan de  Martin Bourboulon
  - 2023 : Les Trois Mousquetaires : Milady de  Martin Bourboulon (Château de la Cordelière)

- Clairvaux
  - 2020 : Le bruit des trousseaux de Philippe Claudel (prison de Clairvaux)

- Coussegrey
  - 1976 : La Moto qui tue de Claude Patin,
  - 2019 : Le retour de Richard 3 par le train de 9h24 d'Éric Bu.

## D
- Haut – A
- B
- C
- D
- E
- F
- G
- H
- I
- J
- K
- L
- M
- N
- O
- P
- Q
- R
- S
- T
- U
- V
- W
- X
- Y
- Z

- Dolancourt
  - 2012 : Comme des frères d'Hugo Gélin (parc d’attraction Nigloland)

## E
- Haut – A
- B
- C
- D
- E
- F
- G
- H
- I
- J
- K
- L
- M
- N
- O
- P
- Q
- R
- S
- T
- U
- V
- W
- X
- Y
- Z

## F
- Haut – A
- B
- C
- D
- E
- F
- G
- H
- I
- J
- K
- L
- M
- N
- O
- P
- Q
- R
- S
- T
- U
- V
- W
- X
- Y
- Z

- Fouchères :
  - 2018 : Flash drive d'Arnaud Toussaint (Château de Vaux)

## G
- Haut – A
- B
- C
- D
- E
- F
- G
- H
- I
- J
- K
- L
- M
- N
- O
- P
- Q
- R
- S
- T
- U
- V
- W
- X
- Y
- Z

## H
- Haut – A
- B
- C
- D
- E
- F
- G
- H
- I
- J
- K
- L
- M
- N
- O
- P
- Q
- R
- S
- T
- U
- V
- W
- X
- Y
- Z

## I
- Haut – A
- B
- C
- D
- E
- F
- G
- H
- I
- J
- K
- L
- M
- N
- O
- P
- Q
- R
- S
- T
- U
- V
- W
- X
- Y
- Z

## J
- Haut – A
- B
- C
- D
- E
- F
- G
- H
- I
- J
- K
- L
- M
- N
- O
- P
- Q
- R
- S
- T
- U
- V
- W
- X
- Y
- Z

- Jeugny
  - 1984 : Notre histoire de  Bertrand Blier

## K
- Haut – A
- B
- C
- D
- E
- F
- G
- H
- I
- J
- K
- L
- M
- N
- O
- P
- Q
- R
- S
- T
- U
- V
- W
- X
- Y
- Z

## L
- Haut – A
- B
- C
- D
- E
- F
- G
- H
- I
- J
- K
- L
- M
- N
- O
- P
- Q
- R
- S
- T
- U
- V
- W
- X
- Y
- Z

- La Motte-Tilly
  - 1989 : Valmont de Miloš Forman (Château de La Motte-Tilly)

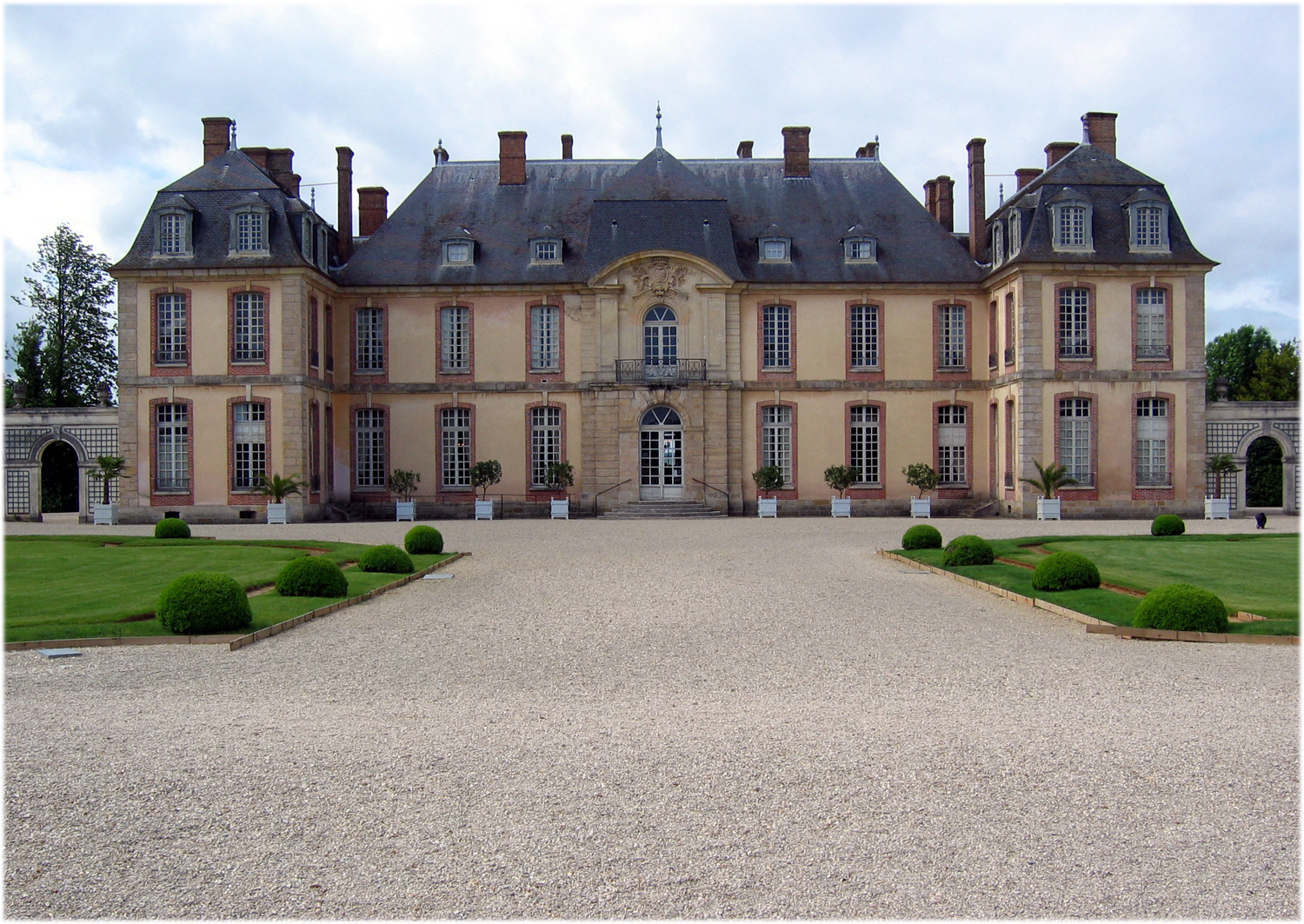
Le Château de La Motte-Tilly lieu de tournage de Valmont de Miloš Forman

## M
- Haut – A
- B
- C
- D
- E
- F
- G
- H
- I
- J
- K
- L
- M
- N
- O
- P
- Q
- R
- S
- T
- U
- V
- W
- X
- Y
- Z

- Mailly-le-Camp
  - 2008 : Les Miettes de Pierre Pinaud (camp militaire de Mailly).

## N
- Haut – A
- B
- C
- D
- E
- F
- G
- H
- I
- J
- K
- L
- M
- N
- O
- P
- Q
- R
- S
- T
- U
- V
- W
- X
- Y
- Z

- Nogent-sur-Seine
  - 1978 : Une histoire simple de Claude Sautet (bords de Seine).
  - 2020 : L'Été nucléaire de Gaël Lépingle

## O
- Haut – A
- B
- C
- D
- E
- F
- G
- H
- I
- J
- K
- L
- M
- N
- O
- P
- Q
- R
- S
- T
- U
- V
- W
- X
- Y
- Z

## P
- Haut – A
- B
- C
- D
- E
- F
- G
- H
- I
- J
- K
- L
- M
- N
- O
- P
- Q
- R
- S
- T
- U
- V
- W
- X
- Y
- Z

## Q
- Haut – A
- B
- C
- D
- E
- F
- G
- H
- I
- J
- K
- L
- M
- N
- O
- P
- Q
- R
- S
- T
- U
- V
- W
- X
- Y
- Z

## R
- Haut – A
- B
- C
- D
- E
- F
- G
- H
- I
- J
- K
- L
- M
- N
- O
- P
- Q
- R
- S
- T
- U
- V
- W
- X
- Y
- Z

## S
- Haut – A
- B
- C
- D
- E
- F
- G
- H
- I
- J
- K
- L
- M
- N
- O
- P
- Q
- R
- S
- T
- U
- V
- W
- X
- Y
- Z

- Saint-Lye
  - 2001 : La Grande Vie ! de Philippe Dajoux (Place de l'église)

- Saint-Parres-aux-Tertres
  - 1974 : Thomas de Jean-François Dion

## T
- Haut – A
- B
- C
- D
- E
- F
- G
- H
- I
- J
- K
- L
- M
- N
- O
- P
- Q
- R
- S
- T
- U
- V
- W
- X
- Y
- Z

- Troyes
  - 1920 : film muet Tout Troyes au cinéma
  - 1920 : film muet Arsène Lapin chez les Troyens[1]
  - 1958 : La P... sentimentale de Jean Gourguet
  - 1963 : Le Train de John Frankenheimer
  - 1968 : Le Pacha de Georges Lautner (gare de Troyes).
  - 1972 : Le Viager de Pierre Tchernia (gare de Troyes).
  - 1974 : Thomas de Jean-François Dion
  - 1974 : Les Quatre Charlots mousquetaires de André Hunebelle (quartier de Vauluisant, Hôtel de Mauroy).
  - 1981 : Un étrange voyage d'Alain Cavalier (gare de Troyes)
  - 1984 : Notre histoire de Bertrand Blier (gare de Troyes)
  - 2005 : Je préfère qu'on reste amis d'Olivier Nakache (Foire de Mars).
  - 2017 : Ami Ami, de Victor Saint Macary
  - 2018 : Rémi sans famille, de Antoine Blossier (quartier de Vauluisant)
  - 2018 : Un peuple et son roi, de Pierre Schoeller (rue Larivey)
  - 2019 : Joyeuse retraite de Fabrice Bracq (gare de Troyes, 21 rue Ambroise-Cottet)
  - 2021 : La Dégustation de Yvan Calbérac (Cellier Saint-Pierre, rue Émile-Zola (Au point du jour), rue Urbain-IV)
  - 2021 : A mon tour téléfilm de Frédéric Berthe (marché couvert, place de l'Hôtel de Ville, dans l'hôtel de ville, place de la Libération)
  - 2021 : Or de lui - série TV - de Baptiste Lorber
  - 2022: La part du lion - Court métrage-
  - 2022 : Les Trois Mousquetaires : D'Artagnan de  Martin Bourboulon (quartier de Vauluisant, rue Larivey, Hôtel de Mauroy)[2]
  - 2023 : Les Trois Mousquetaires : Milady de Martin Bourboulon
  - 2022 :Le Dodsing de Claudia Tagbo ( Piscine des Chartreux)
  - 2022 : Motoball d'Edith Chapin
  - 2022 : Jeunesse/ Supernova  de Leslie Lagier
  - 2022 : Le point de reprise de Nicolas Panay
  - 2023 : Apnées de Nicolas Panay (court métrage)
  - 2023 : "Ici et là-bas" de Ludovic Bernard avec Ahmed Sylla et Hakim Jemili (place Alexandre Israël, place Saint-Pierre, parvis du marché couvert). Tournage : 06 & 07 avril 2023
  - 2024: Météors d'Hubert Charuel (Tribunal judiciaire, Maison des Associations..)
  - 2024 : Le Voyageur " La femme oubliée"- téléfilm - de Philippe Dajoux ( Garage Bataglia, Parc des Moulins, Centre Ville de Troyes..)

## U
- Haut – A
- B
- C
- D
- E
- F
- G
- H
- I
- J
- K
- L
- M
- N
- O
- P
- Q
- R
- S
- T
- U
- V
- W
- X
- Y
- Z

## V
- Haut – A
- B
- C
- D
- E
- F
- G
- H
- I
- J
- K
- L
- M
- N
- O
- P
- Q
- R
- S
- T
- U
- V
- W
- X
- Y
- Z

- Vendeuvre-sur-Barse
  - 2010 : Saint-Valentin de Philippe Landoulsi avec Jean-Christophe Bouvet (supermarché de Vendeuvre sur Barse)

## W
- Haut – A
- B
- C
- D
- E
- F
- G
- H
- I
- J
- K
- L
- M
- N
- O
- P
- Q
- R
- S
- T
- U
- V
- W
- X
- Y
- Z

## X
- Haut – A
- B
- C
- D
- E
- F
- G
- H
- I
- J
- K
- L
- M
- N
- O
- P
- Q
- R
- S
- T
- U
- V
- W
- X
- Y
- Z

## Y
- Haut – A
- B
- C
- D
- E
- F
- G
- H
- I
- J
- K
- L
- M
- N
- O
- P
- Q
- R
- S
- T
- U
- V
- W
- X
- Y
- Z

## Z
- Haut – A
- B
- C
- D
- E
- F
- G
- H
- I
- J
- K
- L
- M
- N
- O
- P
- Q
- R
- S
- T
- U
- V
- W
- X
- Y
- Z